# Jadran Ottawa
Jadran Ottawa je hrvatski nogometni klub iz Kanade osnovan 1971. godine. Član je Hrvatskog nacionalnog nogometnog saveza Kanade i SAD. 
Klub je bio domaćin Hrvatskog nacionalnog nogometnog turnira SAD-a i Kanade 1987.